# Hamulec klockowy

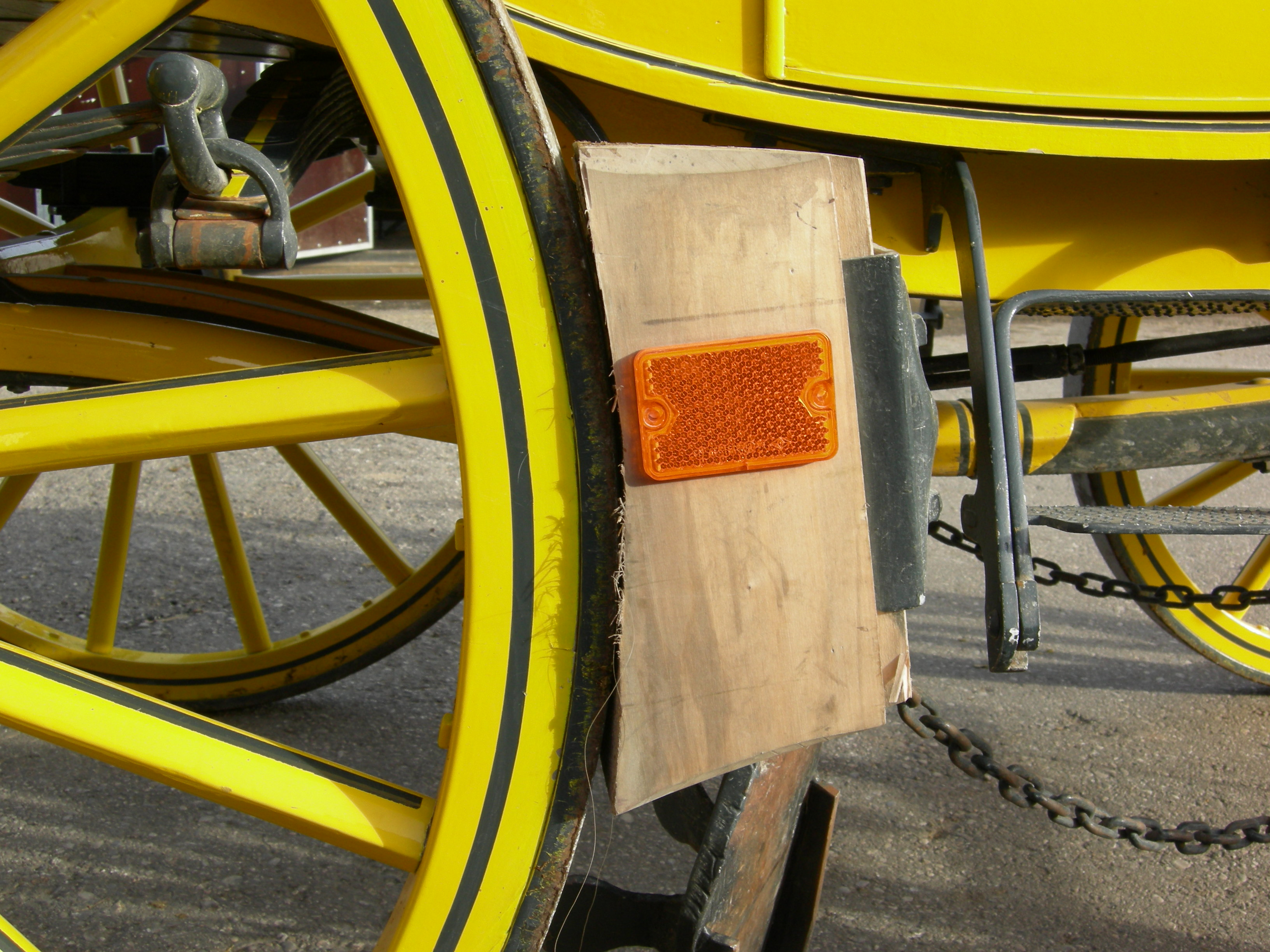
Prosty hamulec jednoklockowy

Hamulec klockowy - hamulec, w którym elementem hamującym są klocki dociskane 
promieniowo do obwodu hamowanego koła.
Klocki hamulcowe mogą być wykonane z tworzyw sztucznych (w hamulcach obrabiarek),  z mieszanki ciernej (w rowerach) lub z żeliwa (w zestawach kolejowych).
Hamulce klockowe mogą być uruchamiane ręką operatora działającą bezpośrednio na dźwignię hamulca (w rowerze), za pośrednictwem korby (hamulce postojowe w wagonach), siłownikiem pneumatycznym (w pociągach) lub siłownikiem elektromagnetycznym (w obrabiarkach).
Hamulce jednoklockowe posiadają tylko jeden klocek hamulcowy (np w rowerze). Nacisk klocka na koło powoduje powstanie dużej siły przenoszącej się na wał lub oś hamowanego koła.
Hamulce dwuklockowe (na przykład w pociągach) posiadają dwa klocki rozmieszczone symetrycznie. Ich naciski wzajemnie równoważą się nie powodując dodatkowych obciążeń wału lub osi.